# Démographie du Tarn
La démographie du Tarn est caractérisée par une faible densité et une population stable depuis les années 1980 qui connaît un regain de croissance dans les années 2000, mais est vieillissante.
Avec ses 396 168 habitants en 2022, le département français du Tarn se situe en 60e position sur le plan national.
En six ans, de 2015 à 2021, sa population s'est accrue de près de 7 100 unités, c'est-à-dire de plus ou moins 1 200 personnes par an. Mais cette variation est différenciée selon les 314 communes que comporte le département.
La densité de population du Tarn, 68,8 habitants par kilomètre carré en 2022, est deux fois inférieure à celle de la France entière qui est de 107,1 hab./km2 pour la même année.

## Évolution démographique du département du Tarn
Le département a été créé par décret du 4 mars 1790. Il comporte alors cinq districts (Albi, Castres, Lavaur, Gaillac, Lacaune). Le premier recensement sera réalisé en 1801 et ce dénombrement, reconduit tous les cinq ans à partir de 1821, permettra de connaître plus précisément l'évolution des territoires.
Avec 335 844 habitants en 1831, le département représente 1,3 % de la population française, qui est alors de 32 569 000 habitants. De 1831 à 1866, il va gagner 19 669 habitants, soit une augmentation de 0,17 % moyen par an, égal au taux d'accroissement national de 0,48 % sur cette même période.
Le département perd 28 628 habitants entre la Guerre franco-prussienne de 1870 et la Première Guerre mondiale, soit une baisse de 8,12 % alors qu'il est de 10 % au niveau national. La population gagne 0,77 % pour la période de l'entre-deux guerres courant de 1921 à 1936 parallèlement à une croissance au niveau national de 6,9 %.
À l'instar des autres départements français, le Tarn va ensuite connaître un essor démographique, toutefois modéré, après la Seconde Guerre mondiale. 
En 2022, le département comptait 396 168 habitants, en évolution de +2,52 % par rapport à 2016 (France hors Mayotte : +2,11 %).
| 1791 | 1801    | 1806    | 1821    | 1826    | 1831    | 1836    | 1841    | 1846    |
| ---- | ------- | ------- | ------- | ------- | ------- | ------- | ------- | ------- |
| -    | 270 908 | 296 228 | 313 713 | 327 655 | 335 844 | 346 614 | 351 795 | 360 679 |

| 1851    | 1856    | 1861    | 1866    | 1872    | 1876    | 1881    | 1886    | 1891    |
| ------- | ------- | ------- | ------- | ------- | ------- | ------- | ------- | ------- |
| 363 073 | 354 832 | 353 633 | 355 513 | 352 718 | 359 232 | 359 223 | 358 757 | 346 739 |

| 1896    | 1901    | 1906    | 1911    | 1921    | 1926    | 1931    | 1936    | 1946    |
| ------- | ------- | ------- | ------- | ------- | ------- | ------- | ------- | ------- |
| 339 369 | 332 093 | 330 533 | 324 090 | 295 588 | 301 717 | 302 994 | 297 871 | 298 117 |

| 1954    | 1962    | 1968    | 1975    | 1982    | 1990    | 1999    | 2006    | 2011    |
| ------- | ------- | ------- | ------- | ------- | ------- | ------- | ------- | ------- |
| 308 197 | 319 560 | 332 011 | 338 024 | 339 345 | 342 723 | 343 402 | 365 335 | 377 675 |

| 2016    | 2021    | 2022    | - | - | - | - | - | - |
| ------- | ------- | ------- | - | - | - | - | - | - |
| 386 448 | 393 572 | 396 168 | - | - | - | - | - | - |

## Population par divisions administratives

### Arrondissements
Le département du Tarn comporte deux arrondissements. La population se concentre principalement sur l'arrondissement de Castres, qui recense 50 % de la population totale du département en 2022, avec une densité de 65,7 hab./km2, contre 50 % pour l'arrondissement d'Albi.
| Arrondissement  | Population(2022) | Variation(2022/2016)                       | Superficie(km2) | Densité(hab./km2) |
| --------------- | ---------------- | ------------------------------------------ | --------------- | ----------------- |
| Castres         | 198 720          | en évolution de +1,75 % par rapport à 2016 | 3 026,2         | 65,7              |
| Albi            | 197 448          | en évolution de +3,29 % par rapport à 2016 | 2 731,7         | 72,3              |
| Source : Insee. |                  |                                            |                 |                   |

### Communes de plus de5 000 habitants
Sur les 314 communes que comprend le département du Tarn, 37 ont en 2021 une population municipale supérieure à 2 000 habitants, douze ont plus de 5 000 habitants et six ont plus de 10 000 habitants : Albi, Castres, Gaillac, Graulhet, Lavaur et Mazamet.
Les évolutions respectives des communes de plus de 5 000 habitants sont présentées dans le tableau ci-après.
| Commune                 | Population(2022) | Variation(2022/2016)                       | Superficie(km2) | Densité(hab./km2) |
| ----------------------- | ---------------- | ------------------------------------------ | --------------- | ----------------- |
| Albi                    | 50 605           | en évolution de +3,22 % par rapport à 2016 | 44,26           | 1 143,4           |
| Castres                 | 42 700           | en évolution de +3,29 % par rapport à 2016 | 98,17           | 435               |
| Gaillac                 | 16 080           | en évolution de +5,41 % par rapport à 2016 | 50,93           | 315,7             |
| Graulhet                | 13 275           | en évolution de +5,84 % par rapport à 2016 | 56,75           | 233,9             |
| Lavaur                  | 10 884           | en évolution de +0,94 % par rapport à 2016 | 62,83           | 173,2             |
| Mazamet                 | 10 123           | en évolution de +1,54 % par rapport à 2016 | 72,08           | 140,4             |
| Carmaux                 | 9 927            | en évolution de +6,1 % par rapport à 2016  | 14,16           | 701,1             |
| Saint-Sulpice-la-Pointe | 9 674            | en évolution de +8,28 % par rapport à 2016 | 23,99           | 403,3             |
| Saint-Juéry             | 6 575            | en évolution de −3,51 % par rapport à 2016 | 9,21            | 713,9             |
| Labruguière             | 6 567            | en évolution de +0,67 % par rapport à 2016 | 60,73           | 108,1             |
| Rabastens               | 5 801            | en évolution de +4,24 % par rapport à 2016 | 66,29           | 87,5              |
| Aussillon               | 5 617            | en évolution de −5,88 % par rapport à 2016 | 10,26           | 547,5             |
| Source : Insee.         |                  |                                            |                 |                   |

## Structures des variations de population

### Soldes naturels et migratoires depuis 1968
La variation moyenne annuelle est positive et en progression sur la période 1968-2010, passant de 0,3 à 0,8 %, et en régression sur la période 2010-2021, passant de 0,8 à 0,3 %.
Le solde naturel annuel qui est la différence entre le nombre de naissances et le nombre de décès enregistrés au cours d'une même année, a baissé, passant de 0,1 à −0,3 %. La baisse du taux de natalité, qui passe de 13,4 à 8,8 ‰, n'est en fait pas compensée par une baisse du taux de mortalité, qui parallèlement passe de 12,2 à 11,3 ‰.
Le flux migratoire est a contrario en forte progression sur la période courant de 1968 à 2021, le taux annuel passant de 0,1 à 0,6 %. 
| Indicateurs démographiques                       | 1968 à1975 | 1975 à1982 | 1982 à1990 | 1990 à1999 | 1999 à2010 | 2010 à2015 | 2015 à2021 |
| ------------------------------------------------ | ---------- | ---------- | ---------- | ---------- | ---------- | ---------- | ---------- |
| Variation annuelle moyenne de la population en % | 0,3        | 0,1        | 0,1        | 0,0        | 0,8        | 0,6        | 0,3        |
| - due au solde naturel en %                      | 0,1        | -0,0       | -0,0       | -0,1       | -0,0       | -0,0       | -0,3       |
| - due au solde apparent des entrées sorties en % | 0,1        | 0,1        | 0,2        | 0,1        | 0,8        | 0,6        | 0,6        |
| Taux de natalité en ‰                            | 13,4       | 11,6       | 11,0       | 10,0       | 10,4       | 10,3       | 8,8        |
| Taux de mortalité en ‰                           | 12,2       | 11,7       | 11,4       | 11,1       | 10,8       | 10,6       | 11,3       |
| Source : Insee.                                  |            |            |            |            |            |            |            |

### Mouvements naturels sur la période 2014-2022
En 2014, 3 831 naissances ont été dénombrées contre 4 015 décès. Le nombre annuel des naissances a diminué depuis cette date, passant à 3 383 en 2022, indépendamment à une augmentation, mais relativement faible, du nombre de décès, avec 4 992 en 2022. Le solde naturel est ainsi négatif et diminue, passant de -184 à −1 609.
Le graphique qui aurait dû être présenté ici ne peut pas être affiché car il utilise l'ancienne extension Graph, désactivée pour des questions de sécurité. Des indications pour créer un nouveau graphique avec la nouvelle extension Chart sont disponibles ici.

## Densité de population
La densité de population est en augmentation depuis 1968, en cohérence avec l'augmentation de la population.
En 2021, la densité était de 68,4 hab./km2.
| 1968 |  | 57.7 |  |

| 1975 |  | 58.7 |  |

| 1982 |  | 58.9 |  |

| 1990 |  | 59.5 |  |

| 1999 |  | 59.6 |  |

| 2010 |  | 65.2 |  |

| 2015 |  | 67.1 |  |

| 2021 |  | 68.4 |  |

## Répartition par sexes et tranches d'âges
La population du département est plus âgée qu'au niveau national.
En 2021, le taux de personnes d'un âge inférieur à 30 ans s'élève à 30,3 %, soit en dessous de la moyenne nationale (35,1 %). À l'inverse, le taux de personnes d'âge supérieur à 60 ans est de 32,8 % la même année, alors qu'il est de 26,6 % au niveau national.
En 2021, le département comptait 190 067 hommes pour 203 505 femmes, soit un taux de 51,71 % de femmes, légèrement supérieur au taux national (51,61 %).
Les pyramides des âges du département et de la France s'établissent comme suit.
| Hommes | Classe d’âge | Femmes |
| ------ | ------------ | ------ |
| 1,2    | 90 ou +      | 2,8    |
| 9,5    | 75-89 ans    | 12,2   |
| 19,6   | 60-74 ans    | 20,1   |
| 20,7   | 45-59 ans    | 20,1   |
| 16,7   | 30-44 ans    | 16,3   |
| 15,4   | 15-29 ans    | 13,3   |
| 17     | 0-14 ans     | 15,1   |

| Hommes | Classe d’âge | Femmes |
| ------ | ------------ | ------ |
| 0,7    | 90 ou +      | 1,9    |
| 7,0    | 75-89 ans    | 9,5    |
| 16,6   | 60-74 ans    | 17,5   |
| 20,0   | 45-59 ans    | 19,5   |
| 18,8   | 30-44 ans    | 18,3   |
| 18,3   | 15-29 ans    | 16,7   |
| 18,6   | 0-14 ans     | 16,7   |

## Répartition par catégories socioprofessionnelles
La catégorie socioprofessionnelle des retraités est surreprésentée par rapport au niveau national. Avec 33,2 % en 2021, elle est 6,4 points au-dessus du taux national (26,8 %). La catégorie socioprofessionnelle des cadres et professions intellectuelles supérieures est quant à elle sous-représentée par rapport au niveau national. Avec 6,4 % en 2021, elle est 3,7 points en dessous du taux national (10,1 %).
| Catégorie socioprofessionnelle                    | 2015    | 2015 | 2021    | 2021 | Détails de l'année 2021 | Détails de l'année 2021 | Détails de l'année 2021            | Détails de l'année 2021            | Détails de l'année 2021            |
| Catégorie socioprofessionnelle                    | Nb      | %    | Nb      | %    | Hommes                  | Femmes                  | Part en % de la population âgée de | Part en % de la population âgée de | Part en % de la population âgée de |
| Catégorie socioprofessionnelle                    | Nb      | %    | Nb      | %    | Hommes                  | Femmes                  | 15 à 24 ans                        | 25 à 54 ans                        | 55 ans ou +                        |
| ------------------------------------------------- | ------- | ---- | ------- | ---- | ----------------------- | ----------------------- | ---------------------------------- | ---------------------------------- | ---------------------------------- |
| Agriculteurs exploitants                          | 5 564   | 1,7  | 4 865   | 1,5  | 3 515                   | 1 350                   | 0,2                                | 2,3                                | 1,1                                |
| Artisans, commerçants, chefs d'entreprise         | 13 403  | 4,2  | 14 830  | 4,5  | 10 274                  | 4 555                   | 0,9                                | 7,9                                | 2,5                                |
| Cadres et professions intellectuelles supérieures | 18 422  | 5,7  | 21 022  | 6,4  | 12 174                  | 8 848                   | 0,9                                | 11,6                               | 3,2                                |
| Professions intermédiaires                        | 41 945  | 13,1 | 44 760  | 13,5 | 20 098                  | 24 661                  | 8,7                                | 25,2                               | 4,7                                |
| Employés                                          | 51 328  | 16,0 | 49 624  | 15,0 | 12 362                  | 37 263                  | 14,8                               | 25,3                               | 6,2                                |
| Ouvriers                                          | 37 119  | 11,5 | 35 596  | 10,8 | 29 049                  | 6 547                   | 13,0                               | 18,3                               | 3,8                                |
| Retraités                                         | 107 088 | 33,3 | 109 814 | 33,2 | 51 136                  | 58 678                  | 0,0                                | 0,2                                | 70,1                               |
| Autres personnes sans activité professionnelle    | 46 509  | 14,5 | 49 974  | 15,1 | 19 144                  | 30 830                  | 61,6                               | 9,2                                | 8,4                                |
| Ensemble                                          | 321 379 | 100  | 330 484 | 100  | 157 753                 | 172 731                 | 100                                | 100                                | 100                                |
| Sources : Insee,.                                 |         |      |         |      |                         |                         |                                    |                                    |                                    |